# Серебряное копытце (мультфильм)
«Серебряное копытце» — советский рисованный мультипликационный фильм 1977 года режиссёра Геннадия Сокольского, экранизация одноимённого сказа Павла Бажова.

В фильме особенно проникновенно звучит лирическая нота, свойственная и другим фильмам режиссёра, но там как бы заглушаемая юмором и комизмом. Здесь красота слова, красота изображения и лиризм интонации рождают цельное и сильное произведение.— Наталия Венжер

## Сюжет
У старика по имени Кокованя не было семьи, поэтому он решил взять себе на воспитание сиротку и отправился в тот дом, где она жила. Большая семья поприветствовала Кокованю; он подошёл к девочке и завёл с ней разговор. Девочка была очень удивлена, что дедушка узнал её имя — Дарёнка. Дедушка ей понравился, потому что он был весёлым и добрым. Кокованя рассказал Дарёнке о необычном козле, который водится в этих местах, и тем её ещё больше заинтересовал, поэтому сиротка пошла жить к дедушке не раздумывая, взяв с собой кошку Мурёнку.
Жить Дарёнке с Кокованей стало веселее, да и дедушке утеха на старость. Кокованя любил рассказывать внучке про этого самого козла, как у него из-под серебряного копытца на правой передней ноге летят настоящие камни-самоцветы. Дарёнка все никак не могла поверить, что такой козёл и впрямь бывает, но однажды он подошёл к их дому очень близко; в первый раз Дарёнка не увидела, как козёл бил копытцем, но во второй раз случилось то, о чём всё время рассказывал ей дедушка — козёл осыпал камнями-самоцветами всю крышу избушки Коковани. Всю ночь Кокованя, Дарёнка и кошка Мурёнка смотрели на это чудо.
И спустя много лет на том месте, где стояла избушка Коковани, люди находили камни — подтверждая, что всё это было на самом деле.

## Создатели
| автор сценария             | Владимир Сутеев |
| режиссёр                   | Леонид Амальрик |
| художник-постановщик       | Леонид Шварцман |
| композитор                 | Олег Иванов |
| оператор                   | Алексей Родионов |
| звукооператор              | Николай Прилуцкий                                                                                                   |
| ассистент режиссёра        | Галина Андреева |
| ассистент оператора        | Н. Наяшкова |
| монтажёр                   | Александр Петров |
| художники:                 | Аркадий Шер, Игорь Подгорский, Ольга Столбова, Наталья Куликова                                                     |
| художники-мультипликаторы: | Анатолий Петров, Борис Чани, Марина Восканьянц, Анатолий Солин, Михаил Березовский, Иосиф Куроян, Анатолий Резников |
| текст читает:              | Василий Ливанов |
| редактор                   | Наталья Абрамова |
| директор картины           | Фёдор Иванов |

## Мультфильмы по сказам Павла Бажова
В честь 100-летия Павла Петровича Бажова на студии «Союзмультфильм» разными режиссёрами были сняты мультипликационные экранизации его сказов, в том числе и этот мультфильм:
- 1977 — «Серебряное копытце»
- 1978 — «Горный мастер»
- 1979 — «Огневушка-поскакушка»

## Видеоиздания
Мультфильм неоднократно переиздавался на DVD в сборниках мультфильмов:
- «Серебряное копытце» («Союзмультфильм»).
- «Зимушка-Зима» («Союз»).
- «Возвращение блудного попугая» («Крупный план»).